# Handball-Trainer des Jahres (Deutschland)
Als Trainer des Jahres wurde bis 2013 in Deutschland jährlich der herausragende Handballtrainer einer Saison geehrt. Er wurde von den Lesern des Fachmagazins handball-magazin gewählt. Als Kandidaten kamen Trainer in Deutschland und deutsche Trainer im Ausland in Frage. Die Auszeichnung wurde seit 1984 vergeben, 1994 und 1995 fand keine Wahl statt.
Seit 2002 wird zudem von der Handball-Bundesliga (HBL) der Trainer der Saison gekürt. 

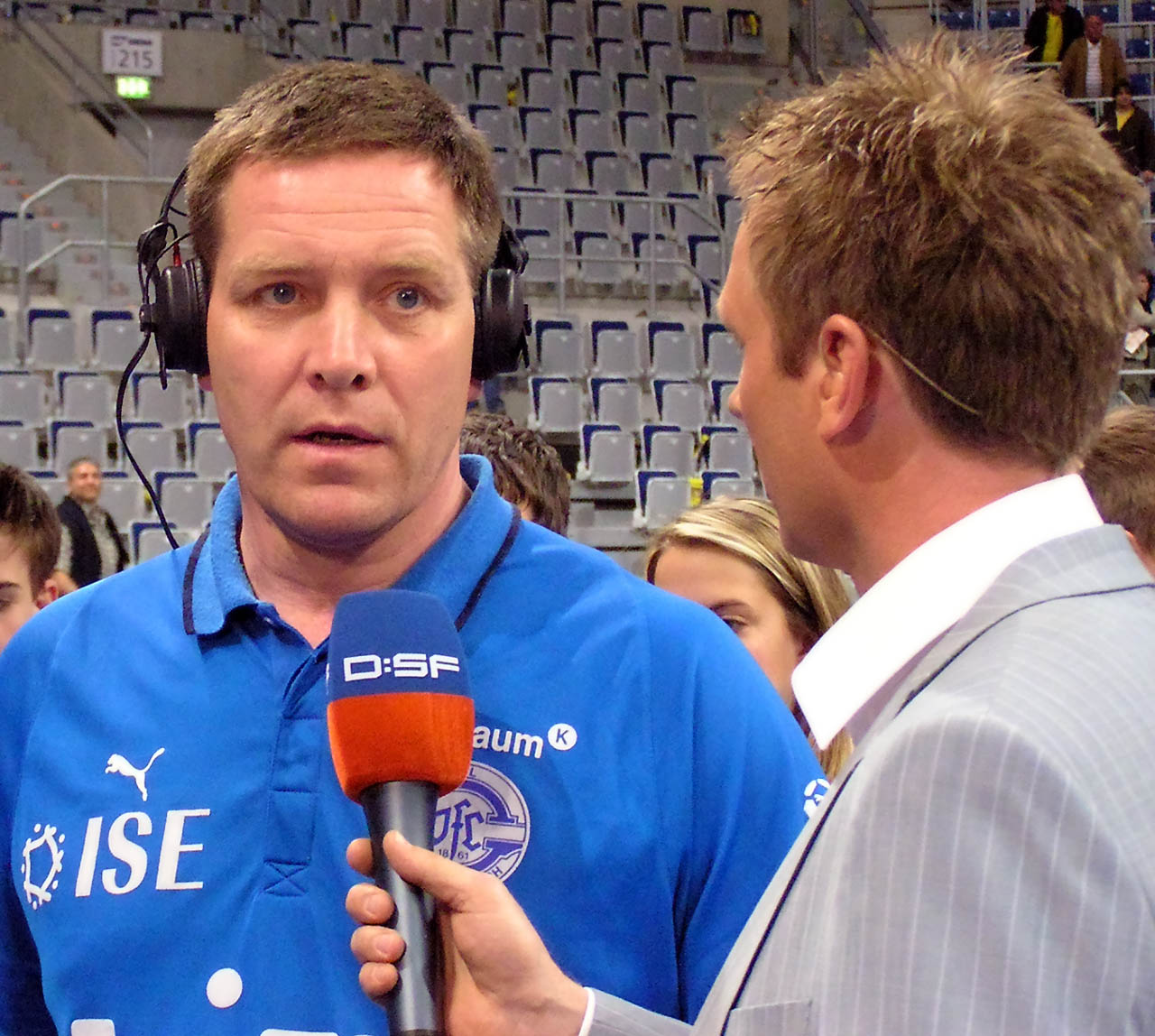
Alfreð Gíslason (2001, 2009, 2011, 2012, 2013)
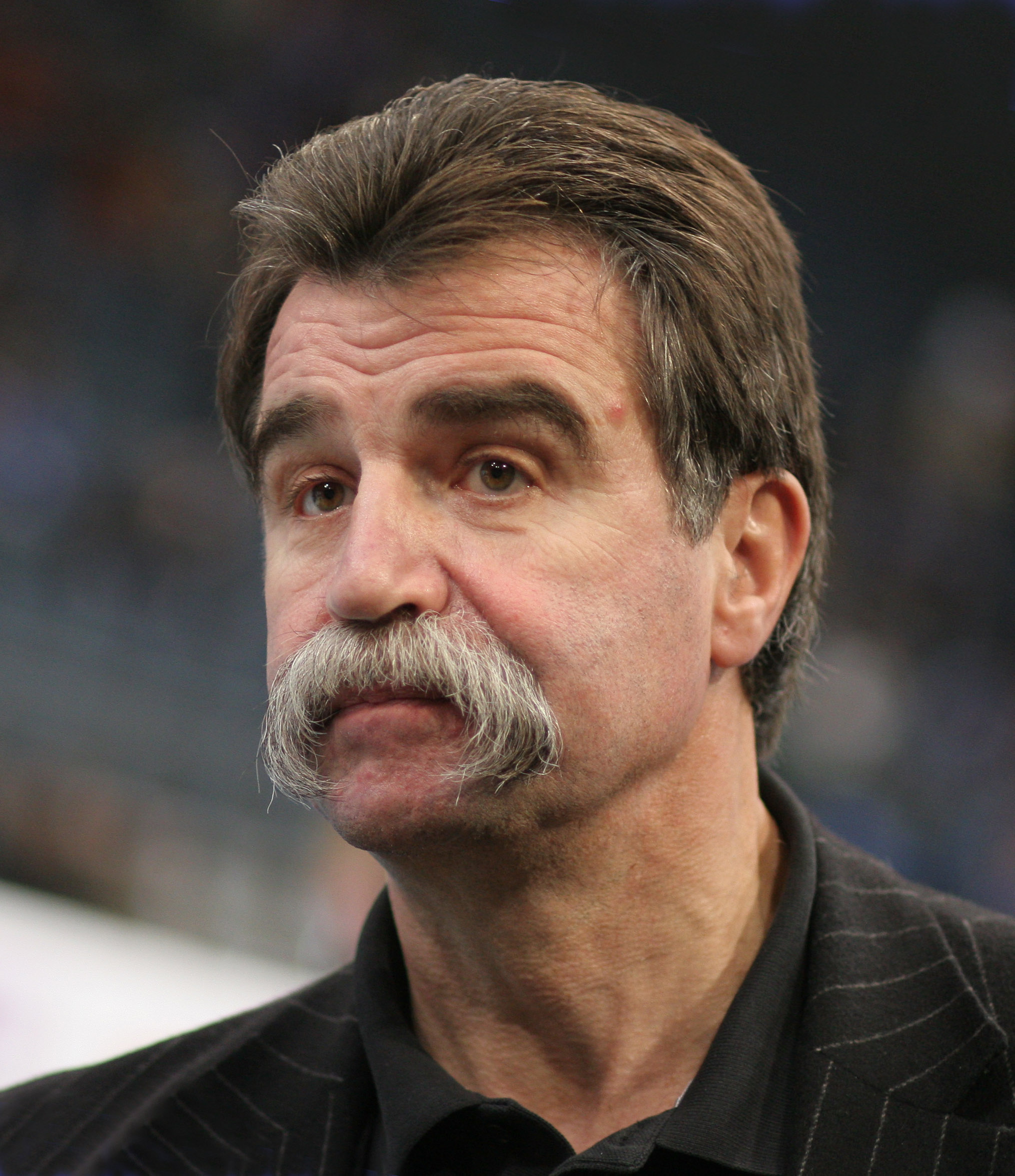
Heiner Brand (1998, 2002, 2003, 2004, 2006, 2007, 2008)
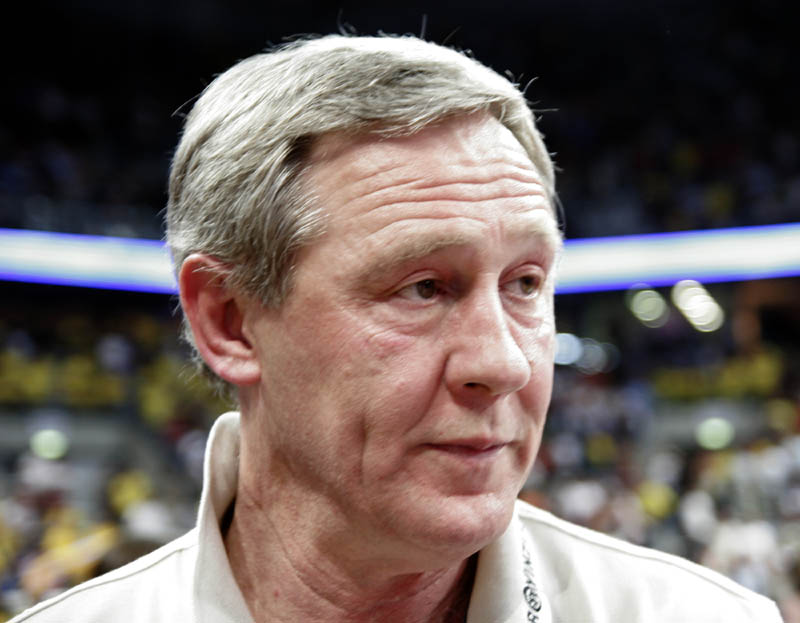
Zvonimir Serdarušić (1996, 1999, 2005)
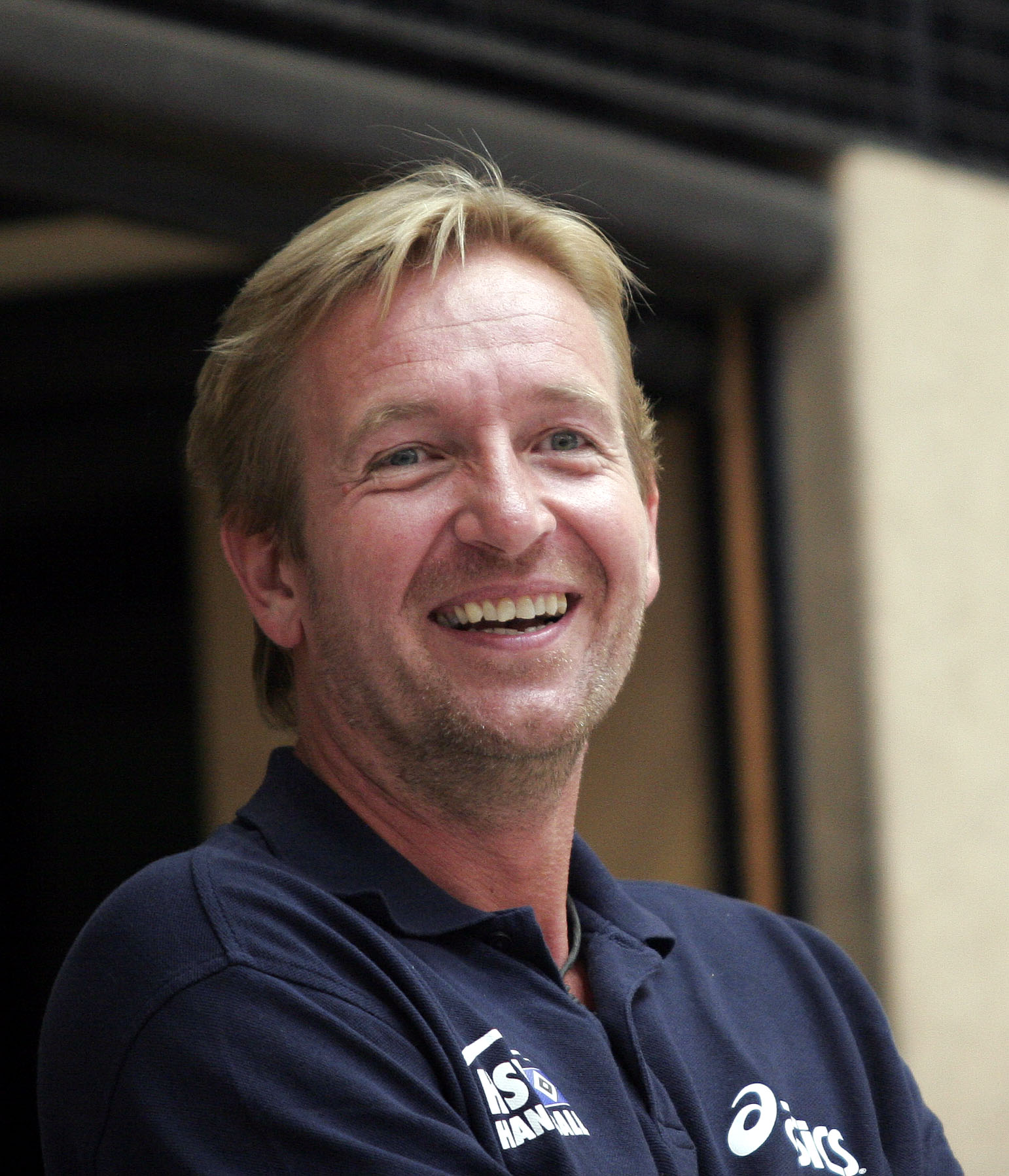
Martin Schwalb (2000, 2010)
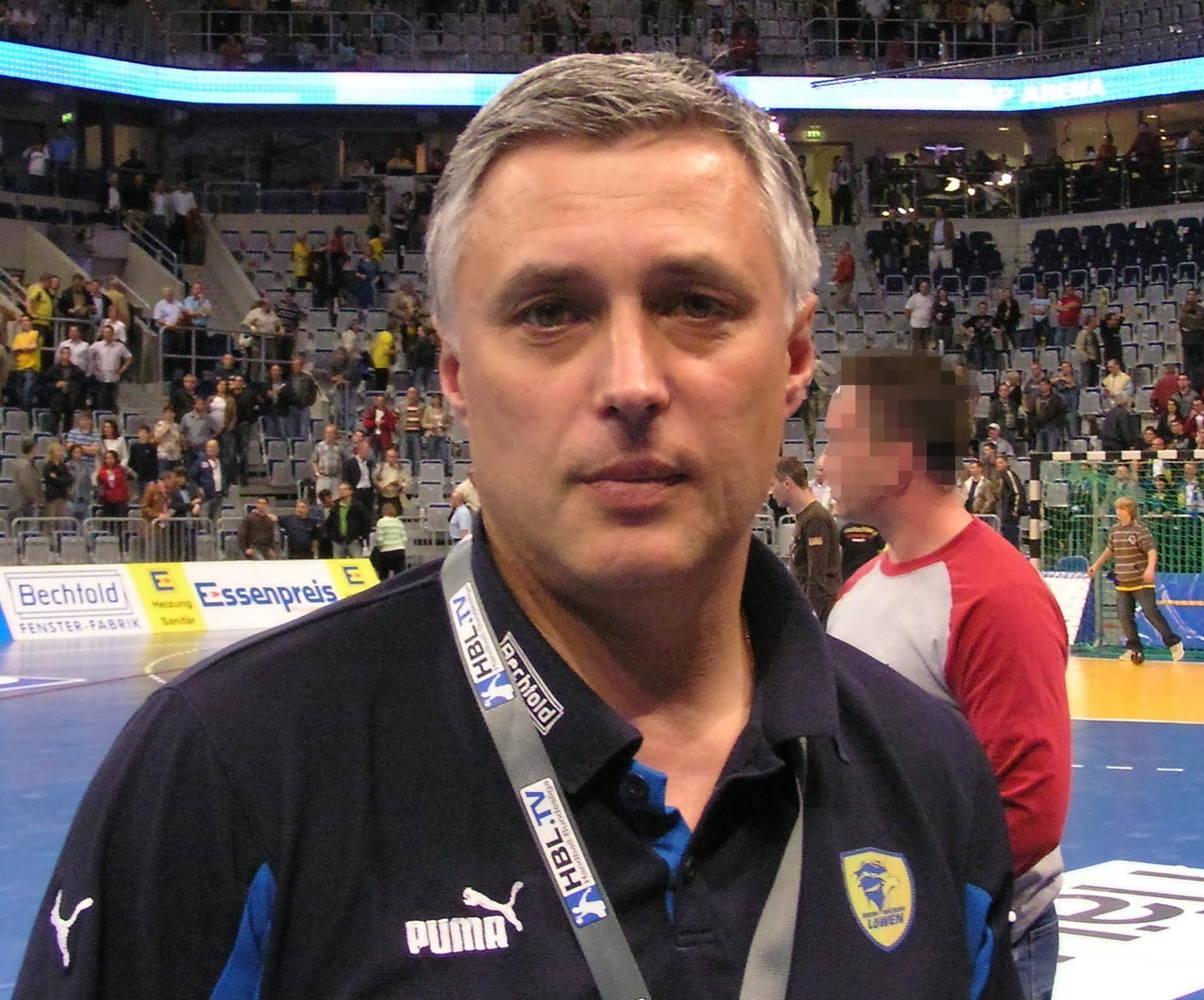
Juri Schewzow (1997)
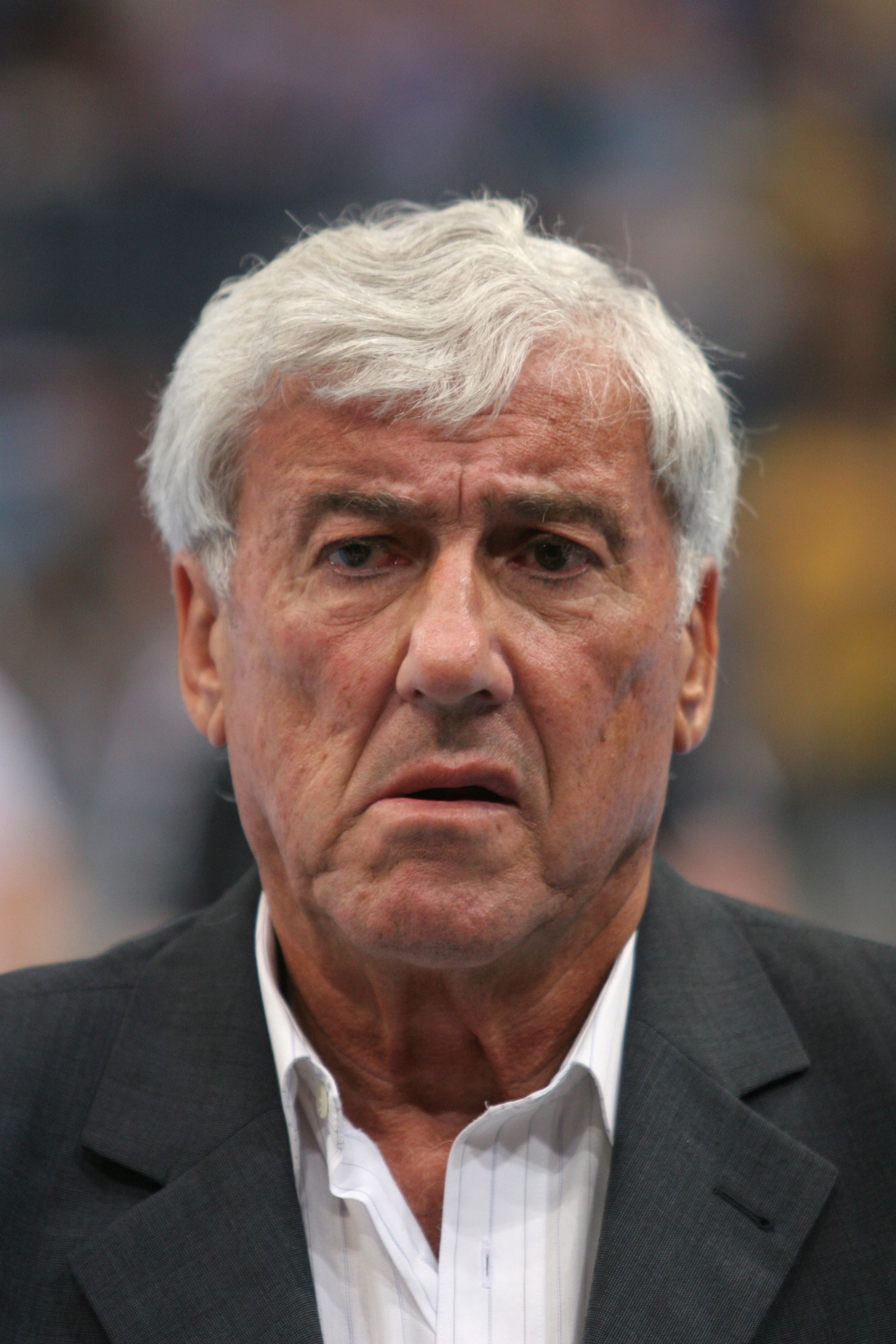
Petre Ivănescu (1987, 1988)

| Bisherige Trainer des Jahres | Bisherige Trainer des Jahres | Bisherige Trainer des Jahres            |
| ---------------------------- | ---------------------------- | --------------------------------------- |
| Jahr                         | Trainer                      | Verein                                  |
| 1984                         | Simon Schobel                | DHB-Männer                              |
| 1985                         | Horst Bredemeier             | TuRu Düsseldorf                         |
| 1986                         | Jóhann Ingi Gunnarsson       | TUSEM Essen                             |
| 1987                         | Petre Ivănescu               | DHB-Männer                              |
| 1988                         | Petre Ivănescu               | DHB-Männer                              |
| 1989                         | Horst Bredemeier             | DHB-Männer                              |
| 1990                         | Horst Bredemeier             | DHB-Männer                              |
| 1991                         | Horst Bredemeier             | DHB-Männer                              |
| 1992                         | Velimir Kljaić               | SG Wallau/Massenheim / TV Großwallstadt |
| 1993                         | Arno Ehret                   | DHB-Männer                              |
| 1994                         | keine Wahl                   |                                         |
| 1995                         | keine Wahl                   |                                         |
| 1996                         | Zvonimir Serdarušić          | THW Kiel                                |
| 1997                         | Juri Schewzow                | TBV Lemgo                               |
| 1998                         | Heiner Brand                 | DHB-Männer                              |
| 1999                         | Zvonimir Serdarušić          | THW Kiel                                |
| 2000                         | Martin Schwalb               | SG Wallau/Massenheim                    |
| 2001                         | Alfreð Gíslason              | SC Magdeburg                            |
| 2002                         | Heiner Brand                 | DHB-Männer                              |
| 2003                         | Heiner Brand                 | DHB-Männer                              |
| 2004                         | Heiner Brand                 | DHB-Männer                              |
| 2005                         | Zvonimir Serdarušić          | THW Kiel                                |
| 2006                         | Heiner Brand                 | DHB-Männer                              |
| 2007                         | Heiner Brand                 | DHB-Männer                              |
| 2008                         | Heiner Brand                 | DHB-Männer                              |
| 2009                         | Alfreð Gíslason              | THW Kiel                                |
| 2010                         | Martin Schwalb               | HSV Hamburg                             |
| 2011                         | Alfreð Gíslason              | THW Kiel                                |
| 2012                         | Alfreð Gíslason              | THW Kiel                                |
| 2013                         | Alfreð Gíslason              | THW Kiel                                |

- Alfreð Gíslason
 (2001, 2009, 2011, 2012, 2013)
- Heiner Brand
 (1998, 2002, 2003, 2004, 2006, 2007, 2008)
- Zvonimir Serdarušić
 (1996, 1999, 2005)
- Martin Schwalb
 (2000, 2010)
- Juri Schewzow
 (1997)
- Petre Ivănescu
(1987, 1988)